# John Hanson (homme politique)
Pour les articles homonymes, voir John Hanson.
John Hanson, (décédé vers 1860) était un afro-américain associé à l’American Colonization Society, qui cherchait à relocaliser les Noirs américains libres et émancipés au Libéria. Au Libéria, il a été sénateur du comté de Grand Bassa.
Il est né en esclavage, mais il a acheté sa liberté et a émigré de Baltimore au Libéria à l’âge de trente-six ans. Au Libéria, il a rejoint la classe marchande croissante. Élu au Conseil colonial en décembre 1840, il fut l’un des deux sénateurs du comté de Grand Bassa aux premières élections qui suivirent l’indépendance du pays. Il servit aussi comme commissaire dans le même comté pendant plusieurs années, fournissant une maison pour le stockage des armes et des munitions. Hanson est mort en 1860, et a été pleuré comme un "serviteur fidèle et patriotique" par le président libérien Stephen Allen Benson.
Le sénateur Hanson a parfois été mal identifié comme étant John Hanson, du Maryland, un politicien blanc qui a été président du Congrès continental pendant la révolution américaine.